# Сін Джон Хун
Сін Джон Хун (кор. 신종훈; 5 травня 1989, Сеул) — південнокорейський боксер, призер чемпіонатів світу серед аматорів,чемпіон Азійських ігор і Азії.

## Аматорська кар'єра
На чемпіонаті світу 2009 Сін Джон Хун завоював бронзову медаль.
- В 1/16 фіналу переміг Лу Чиа Лун (Тайвань) — 9-1
- В 1/8 фіналу переміг Роланда Серуго (Уганда) — 17-3
- У чвертьфіналі переміг Даніеля Маттелона (Куба) — 14-5
- У півфіналі програв Давиду Айрапетяну (Росія) — 1-9

На Азійських іграх 2010 програв у першому бою Біржану Жакипову (Казахстан).
2011 року став чемпіоном Азії, а на чемпіонаті світу 2011 завоював срібну медаль.
- В 1/16 фіналу переміг Роланда Серуго (Уганда) — 22-14
- В 1/8 фіналу переміг Жеремі Бекку (Франція) — 22-10
- У чвертьфіналі переміг Лайшрам Девендро Сінгх (Індія) — 28-16
- У півфіналі переміг Пуревдоржийн Сердамба (Монголія) — 20-11
- У фіналі програв Цзоу Шимін (Китай) — 11-20

На Олімпійських іграх 2012 в першому бою програв Александру Александрову (Болгарія) — 14-15.
На Азійських іграх 2014, здобувши чотири перемоги, у тому числі над Біржаном Жакиповим (Казахстан) — 3-0 у фіналі, Сін Джон Хун завоював золоту медаль.
На Азійських іграх 2018 програв у першому бою.